# Dragan Vikić
Dragan Vikić né le 8 octobre 1955, à Sarajevo (Bosnie-Herzégovine) était commandant de l'unité des forces spéciales du ministère de l'Intérieur de la République de Bosnie-Herzégovine, pendant la Guerre de Bosnie-Herzégovine.

## Biographie

### Jeunesse et carrière sportive
Il est né d'un mariage mixte avec un père croate et une mère serbe.
Après ses études secondaires, il est diplômé à la Faculté de culture physique en 1980 à Sarajevo.
En tant que membre du club de karaté "Bosna", il a été triple champion poids lourd de l'ex-Yougoslavie et, en tant que membre de l'équipe nationale, a remporté des médailles lors des championnats d'Europe par équipes de 1977 à 1983. 

### Commandant d'unité pendant la guerre
Au début de la guerre, le 6 avril 1992, le président Alija Izetbegović lui confie le commandement des forces conjointes de la Force de défense territoriale et de la police. Vikić lance une proclamation publique : « Les défenseurs de Sarajevo n'ouvriront pas le feu sur les membres de l'Armée populaire yougoslave et ne représenteront aucun danger pour les citoyens » ; cependant, en privé, il se montre moins confiant et avoue que la situation « échappait à tout contrôle ». À l'Assemblée nationale de la République de Bosnie-Herzégovine et devant les caméras de télévision, il exhorte les citoyens de Sarajevo à défendre la ville contre l'attaque de l'armée yougoslave. À la tête de l'unité spéciale Bosna, il participe de manière décisive à l'organisation de la défense de Sarajevo et dans des combats acharnés,. Il devient l'un des commandants légendaires de défense de Sarajevo,,,.
L'unité spéciale Bosna, était une unité des forces spéciales du ministère de l'Intérieur de la République de Bosnie-Herzégovine, et faisait partie de l'armée de la République de Bosnie-Herzégovine, l'armée officielle du gouvernement de Bosnie en temps de guerre. Elle avait été créée en 1982 et était composée d'un millier d'hommes.
Avec le général Jovan Divjak, il fait partie des plus populaires défenseurs de Sarajevo, et de la Bosnie-Herzégovine multiethnique.

### Après la guerre
À partir de janvier 1994, il devient chef du Secteur de la recherche et de l'application des méthodes et moyens de lutte contre le terrorisme au Ministère des affaires intérieures de la République de Bosnie-Herzégovine.
Il poursuit sa carrière sportive et devient président de la Fédération de karaté de Bosnie-Herzégovine.
En mars 2009, Croatia Libertas, une association croate de Bosnie-Herzégovine, dépose une plainte contre 375 personnalités religieuses et militaires bosniennes accusées d'avoir participé à l'ouverture de camps de concentration contre les non-Musulmans entre 1991 et 1995 : le nom de Dragan Vikić figure sur cette liste.
En décembre 2016, le parquet bosnien ouvre une procédure à son sujet : en avril 1992, les hommes sous son commandement auraient capturé et abattu 8 soldats de l'armée yougoslave. Un de ses anciens lieutenant dément : « Si [Dragan Vikić] est coupable de quelque chose, c'est d'avoir défendu Sarajevo ». En mars 2017, il est convoqué devant le tribunal bosnien des crimes de guerre pour répondre de l'accusation de meurtre de 8 soldats yougoslaves tués en avril 1992 près du Grand Parc (Veliki Park) de Sarajevo. Il dément ces accusations : « Mes mains et celles des hommes que je commandais sont propres ». En septembre 2019, Bakir Izetbegović, président de la Chambre des peuples de Bosnie-Herzégovine, qualifie ces accusations contre les défenseurs de Sarajevo de « crucifixion judiciaire ».
Le 21 avril 2022, le héros de la défense de la ville de Sarajevo, Dragan Vikić, a été acquitté de toutes les charges de crimes de guerre par un verdict définitif.

### Vie privée
Marié, il a un enfant, il vit à Sarajevo.

## Distinctions
En tant que commandant d’unité spéciale dans la police de Bosnie-Herzégovine, il a été récompensé à plusieurs reprises. Ses décorations les plus importantes sont la « Plaquette de sécurité » et le « Décoration couronné d’argent » de l'ex-Yougoslavie.
Avec son unité Bosna, il reçoit les plus hautes décorations honorifiques pour bravoure et mérite : « Insigne police d'or », « Spécial Badge » et « Lis d'or ».
Il a été chanté dans la chanson de "Tifa"- "Apportez le drapeau, Dragan Vikić." 
En 2004, il reçoit le prestigieux « Prix du 6 avril de la ville de Sarajevo » pour ses services sportifs et de la guerre.